# Vicenç d'Agen
Vicenç d'Agen (Agen?, s. III - c. 290) fou un diaca cristià gal·loromà, mort màrtir. Probablement, és un personatge llegendari creat a partir del sant Vicenç de Saragossa. És venerat com a sant a diverses confessions cristianes.

## Historicitat
De gran veneració al sud de França, el seu culte constituí una seriosa competència al de sant Vicenç de Saragossa, amb el que sovint es confonia. Amb el temps, el sant hispànic va acabar substituint la devoció al d'Agen en algunes esglésies franceses, fins i tot a Agen.
Autors com Marquise de Maillé sostenen que, en realitat, Vicenç d'Agen no va existir i que no és més que un desdoblament de Vicenç de Saragossa. Aquesta tesi ha estat recollida i acceptada per la majoria d'autors de la segona meitat del segle xx, com Jacques Zeiller. Altres, però, com Baudoin de Gaiffier o Yves Renouard, pensen que és probable que sigui així, però que, amb la documentació existent, és impossible demostrar-ho, i que només és una possibilitat.
La confusió vingué donada per l'arribada a l'església d'Agen, a mitjan segle vi, d'una relíquia de Sant Vicenç d'Osca. A partir d'aquest fet, s'elaborà la llegenda d'un màrtir local, i de la desaparició del seu cos durant les invasions dels gots, quedant-ne només la relíquia existent. Les mencions que fa Gregori de Tours a una basílica i una passio del 550 són, en realitat, corresponents al sant hispànic.

## Llegenda
La tradició explica que fou martiritzat en impedir un ritual pagà d'adoració al sol; mentre el feien, va fer el senyal de la creu i el foc de l'altar on es feien els sacrificis es va apagar. Fou detingut i condemnat a mort; després d'ésser torturat, i en no voler abjurar del cristianisme, fou decapitat.

## Veneració

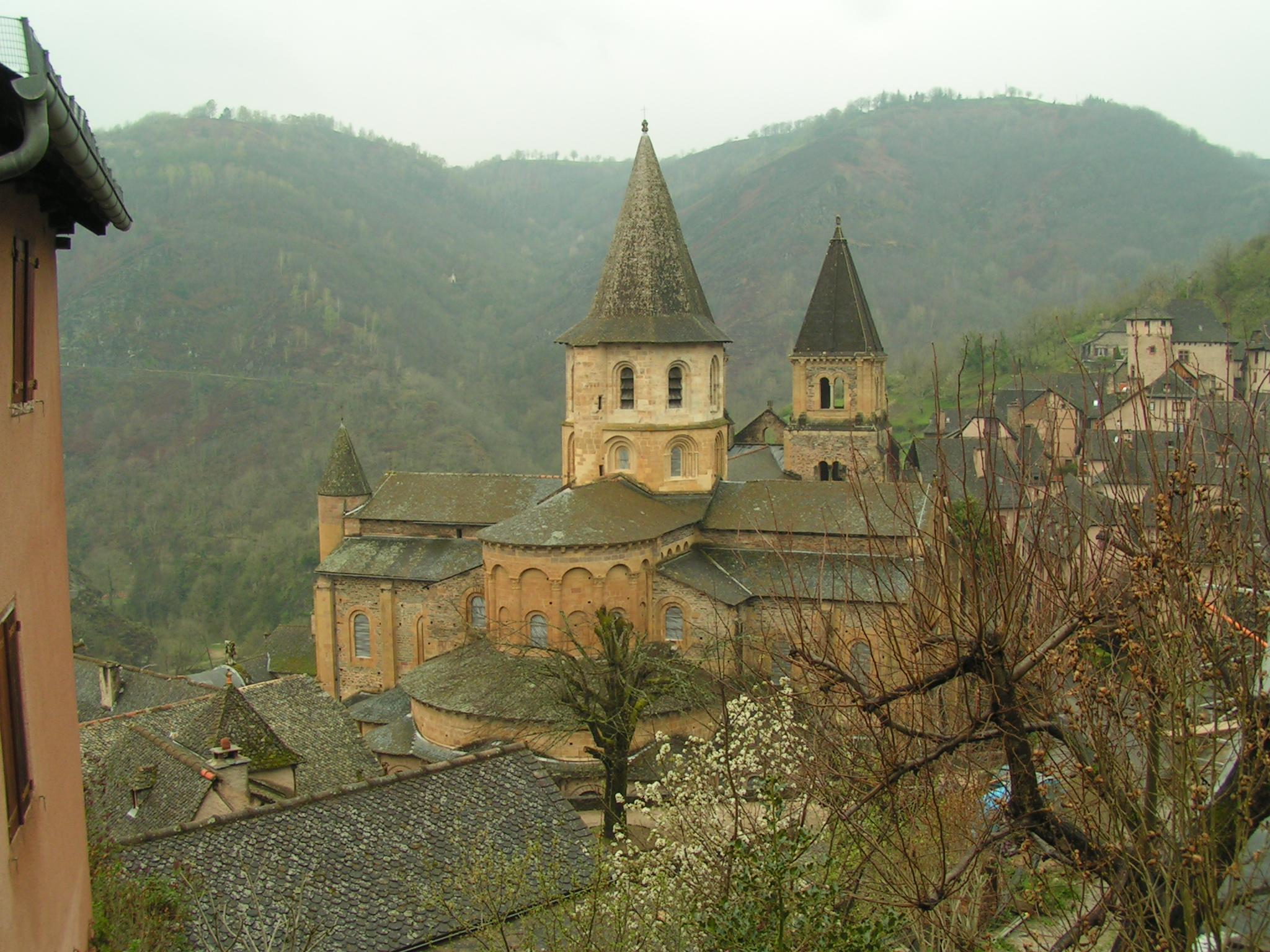
Santa Fe de Conques, amb la relíquia del sant.

Segons la tradició, a mitjan segle v, el seu cos fou trobat incorrupte i traslladat, enfortint-se'n la veneració. La Passio, datable al 550, es basa en la tradició oral. Gregori de Tours parla ja d'una basílica dedicada al sant, a Agen, i Venanci Fortunat diu que n'hi havia relíquies a Castrum Pompeiacum, l'actual Pompiey (Loire i Garona). La part principal fou a l'església de Santa Fe d'Agen, i fou traslladada a l'abadia de Conques. En tot cas, segons els historiadors totes aquestes mencions fan referència a la relíquia del sant hispànic, només, ja confosa, però, amb un sant gal.